# Clasificación para la Copa Asiática 1956

La clasificación para la Copa Asiática 1956 se llevó a cabo entre febrero y septiembre de 1956. La selección de Hong Kong clasificó automáticamente en su condición de anfitrión.
El formato utilizado fue dividido en dos etapas. En la primera, seis selecciones se emparejaron de manera que cada par dispute dos encuentros, ida y vuelta, en donde los ganadores pasaban a la segunda ronda. En ella, los tres triunfantes se sumaron a otros tres seleccionados clasificados de manera automática a esta fase, y se emparejaron disputando encuentros de ida y vuelta, donde los tres ganadores obtenían el cupo para disputar el torneo a realizarse en Hong Kong.

## Clasificación
Cuatro selecciones clasificarían al torneo, utilizándose un sistema de liga para definir al campeón. Hong Kong clasificó automáticamente debido a su localía. Nueve selecciones se disputaron las tres plazas restantes.
Afganistán y Pakistán se retiraron antes de efectuar el torneo, por lo que Israel, el restante, clasificó automáticamente a la cita final.

### Grupo 1

#### Primera ronda
| Equipo 1  | Agr. | Equipo 2   | Ida | Vuelta |
| --------- | ---- | ---------- | --- | ------ |
| Indonesia | w/o  | Irán       |     |        |
| Birmania  | w/o  | Nepal      |     |        |
| Ceilán    | w/o  | Afganistán |     |        |
| Pakistán  | w/o  | Israel     |     |        |

Pakistán no quiso jugar.

#### Segunda ronda
| Equipo 1   | Agr. | Equipo 2 | Ida | Vuelta |
| ---------- | ---- | -------- | --- | ------ |
| Afganistán | w/o  | Israel   |     |        |

Afganistán no quiso jugar.

### Tercera ronda
| Equipo 1 | Agr. | Equipo 2 | Ida | Vuelta |
| -------- | ---- | -------- | --- | ------ |
| Bye      | w/o  | Israel   |     |        |

Israel se calificó sin jugar.

### Grupo 2

#### Primera ronda
| Equipo 1          | Agr. | Equipo 2  | Ida | Vuelta |
| ----------------- | ---- | --------- | --- | ------ |
| Tailandia         |      | Bye       |     |        |
| Singapur          | w/o  | Indonesia |     |        |
| Vietnam del Sur   |      | Bye       |     |        |
| Federación Malaya | 11–5 | Camboya   | 9–2 | 2–3    |

#### Segunda ronda
| Equipo 1        | Agr. | Equipo 2          | Ida | Vuelta |
| --------------- | ---- | ----------------- | --- | ------ |
| Tailandia       | w/o  | Indonesia         |     |        |
| Vietnam del Sur | 7–3  | Federación Malaya | 4–0 | 3–3    |

### Tercera ronda
| Equipo 1  | Agr. | Equipo 2        | Ida | Vuelta |
| --------- | ---- | --------------- | --- | ------ |
| Indonesia | w/o  | Vietnam del Sur |     |        |

Indonesia abandonó el torneo, por lo que Vietnam del Sur clasifica a la Copa Asiática.

### Grupo 3

#### Primera ronda
| Equipo 1            | Agr. | Equipo 2 | Ida | Vuelta |
| ------------------- | ---- | -------- | --- | ------ |
| Filipinas           |      | Bye      |     |        |
| Corea del Sur       |      | Bye      |     |        |
| Borneo Septentional |      | Bye      |     |        |
| Japón               | w/o  | Taiwán   |     |        |

Japón abandono el torneo.

#### Segunda ronda
| Equipo 1            | Agr. | Equipo 2      | Ida | Vuelta |
| ------------------- | ---- | ------------- | --- | ------ |
| Filipinas           | 0–5  | Corea del Sur | 0–2 | 0–3    |
| Borneo Septentional | w/o  | Taiwán        |     |        |

### Tercera ronda
| Equipo 1      | Agr. | Equipo 2 | Ida | Vuelta |
| ------------- | ---- | -------- | --- | ------ |
| Corea del Sur | 4–1  | Taiwán   | 2–0 | 2–1    |

## Equipos clasificados a laCopa Asiática 1956
| Bandera de Israel | Bandera de Vietnam del Sur | Bandera de Corea del Sur |
| Israel            | Vietnam del Sur            | Corea del Sur            |